# Astragalus ripleyi
Astragalus ripleyi är en ärtväxtart som beskrevs av Rupert Charles Barneby. Astragalus ripleyi ingår i släktet vedlar, och familjen ärtväxter. Inga underarter finns listade i Catalogue of Life.